# Rhabdogaster maculipennis
Rhabdogaster maculipennis là một loài ruồi trong họ Asilidae. Rhabdogaster maculipennis được Engel miêu tả năm 1929. Loài này phân bố ở vùng nhiệt đới châu Phi.